# Alikoirah (Alif Dhaal-atol)
Alikoirah is een van de onbewoonde eilanden van het Alif Dhaal-atol behorende tot de Maldiven.